# 邢慎言
邢慎言（1578年—?），字養敏，别號默庵，山东青州府益都縣人。明朝政治人物。

## 生平
少倜傥，有大志，工诗文，善骑射，留心世务。见司马故将吏咨诹兵饷情形，悉皆谙识。万历二十五年（1597）丁酉举于乡，授户部主事。尚书赵世卿知其才，使视奏草。时章奏多沈阁，惟慎言所裁定以时，允行无滞者。管九门盐法，综理有程，商民便之。历员外、户部江西司郎中。
出为山西右参议，万历四十七年八月，升遼東監軍副使。天启元年四月，起原任山西布政使司参议邢慎言，备兵蓟州。七月，经略熊廷弼请添设各监军道，从之，改邢慎言西路（西路監軍參政）、钱士晋中路（中路監軍副使）、梁之垣南路（南路監軍副使）；仍降胡嘉栋二级，监天津军；调杨述程于登莱。二年正月，广宁大败，高出、胡嘉栋、韩初命、牛象乾、邢慎言，時稱“同逃五監軍”，上命官旗拿解高出、胡嘉栋来京究问。二年二月，命邢慎言道将等官戴罪防守。其缮城垣，饬守具，将吏肃然。后以病归，卒。

## 家族
曾祖邢聪，累赠光禄大夫太子太保兵部尚書。祖父邢鑌，累赠光禄大夫太子太保兵部尚書。光禄大夫少保兼太子太保兵部尚書邢玠第三子。母王氏，累封一品夫人。具庆下。兄顾言（锦衣卫指挥佥事）、從言（後軍都督府经历）。